# Turdus albicollis
Turdus albicollis là một loài chim trong họ Turdidae.

## Phân bố và môi trường sống
Nhóm chỉ định (bao gồm cả phân loài paraguayensis và crotopezus) hiện diện ở phía đông Brazil, phía bắc Uruhuay, phía đông Paraguay và phía đông bắc Argentina. Nhóm phaeopygos (bao gồm cả phân loài phaopygoides, spodiolaemus và contemptus) chủ yếu được tìm thấy ở lưu vực sông Amazon, nhưng với các quần thể trải dài dọc theo dốc phía đông của dãy Andes ở phía nam như đông bắc Argentina, và phía bắc là tây Venezuela, với các phần mở rộng Dọc dải ven biển, khu vực tập trung quanh Serranía del Perijá và Sierra Nevada de Santa Marta, và các đảo của Trinidad và Tobago.
Cả hai nhóm chủ yếu gắn với rừng ẩm và rừng. Đối với nhóm đề cử, chủ yếu là rừng Đại Tây Dương, và đối với nhóm phaeopygos, chủ yếu là rừng nhiệt đới Amazon hay các khu rừng ẩm ướt và rừng gần núi. Loài này hiếm khi mạo hiểm vượt khỏi phạm vi.